# لیلا اعظم زنگنه
لیلا اعظم زنگنه (انگلیسی: Lila Azam Zanganeh؛ زادهٔ ۱۹۷۶) نویسنده ایرانی - فرانسوی است. او در نیویورک زندگی می‌کند. او نویسنده کتاب افسونگر: ماجراجویی در سرزمین ناباکوف است. لیلا در سال ۲۰۱۷ به عنوان یکی از داوران جایزه من بوکر انتخاب شد.

## زندگی‌نامه
لیلا اعظم زنگنه از پدر و مادری کُرد تبار در پاریس به دنیا آمد. او در دانشگاه اکول نرمال سوپریور فرانسه ادبیات و فلسفه خواند و سپس برای تدریس به آمریکا رفت. لیلا با نشریاتی چون نیویورک‌تایمز، پاریس ریویو، نیویورکر، لوموند و ری‌پابلیکا همکاری داشته‌است. وی در حال حاضر در نیویورک زندگی می‌کند.انتشار کتاب او در مورد ناباکوف در نمایشگاه کتاب فرانکفورت در سال ۲۰۱۵ با استقبال روبرو شد.